# William Browder
William Browder, ameriški matematik, * 6. januar 1934, New York, ZDA, † februar 2025, Princeton, New Jersey, ZDA.
Njegova področja raziskovanja so bila algebrska topologija, diferencialna topologija in diferencialna geometrija ter še posebej teorija homotopije, transformacijske grupe in topologija mnogoterosti. Tudi njegov starejši brat Felix Browder je matematik.
Browder je sin Earla Russlla Browderja. Diplomiral je leta 1954 na Tehnološkem inštitutu Massachusettsa. Leta 1958 je doktoriral na Univerzi Princeton pod Mooreovim mentorstvom z disertacijo Homologija zančnih prostorov (Homology of Loop Spaces).
Od leta 1964 je profesor na Univerzi Princeton, v splošnem priznan kot vodilni topolog svoje generacije. Najbolj znan je po tem, da je poleg Novikova, Sullivana in Walla eden od pionirjev matematične kirurgije, metod za klasifikacijo večrazsežnih mnogoterosti.
Ob pomembnih raziskovalnih dosežkih je bil med letoma 1989 in 1991 tudi predsednik Ameriškega matematičnega društva (AMS), urednik ugledne revije Annals of Mathematics in imel še veliko drugih administrativnih funkcij. Poleg tega je bil izjemno uspešen pedagog. Imel je 32 doktorskih študentov, ki so tudi pomembno prispevali k razvoju matematike.